# Cyrtandra calycina
Cyrtandra calycina är en tvåhjärtbladig växtart som beskrevs av George Bentham. Cyrtandra calycina ingår i släktet Cyrtandra och familjen Gesneriaceae.

## Underarter
Arten delas in i följande underarter:
- C. c. calycina
- C. c. levis